# Gundelfingen an der Donau
Gundelfingen an der Donau è un comune tedesco di 7 790 abitanti, situato nel land della Baviera.